# 杵屋栄左衛門
杵屋 榮左衞門（きねや えいざえもん、新字体：栄左衛門、1894年（明治27年）2月22日 - 1982年（昭和57年）1月12日）は、大正期から昭和期にかけて活躍した歌舞伎長唄の三味線方。歌舞伎公演の附師。重要無形文化財保持者（人間国宝）。本名は原 省三（はら しょうぞう）。妻は同じく長唄三味線方の杵屋栄禧。

## 略歴
- 1894年（明治27年）、東京・本郷に生まれる。
- 1910年（明治43年）、杵屋正彦に入門。
- 1912年（明治45年）、五代目鳥羽屋里長の門下となり、鳥羽屋三四郎の名を許される。
- 1914年（大正3年）、七代目芳村伊三郎門下に移って杵屋源次郎を名乗る。
- 1918年（大正7年）より歌舞伎座他、各劇場に出演を始める。
- 1920年（大正9年）、七代目芳村伊三郎没後、杵栄派（杵屋栄蔵一門）に編入される。山田耕筰に和声学と作曲法を師事。
- 1925年（大正14年）、杵屋榮左衞門に改名。
- 1928年（昭和3年）、立三味線に昇格。
- 1932年（昭和7年）、日本邦楽学校開校に伴い、長唄および音楽理論を教える。
- 1951年（昭和26年）、歌舞伎の場面に合わせた効果音や背景音楽の選曲や作曲を担当する附師となる。
- 1967年（昭和42年）、『黒みす音楽』を自費刊行。
- 1969年（昭和44年）、勲五等双光旭日章受章。
- 1976年（昭和51年）、『歌舞伎音楽集成（江戸編）』を発行。
- 1978年（昭和53年）、昭和53年文部省告示第89号により、重要無形文化財歌舞伎音楽長唄保持者認定。
- 1980年（昭和55年）、『歌舞伎音楽集成（上方編）』を発行。勲四等旭日小綬章受章。
- 1981年（昭和56年）、松尾芸能賞受賞。